# Michael Jonas
Michael Jonas (* November 1974 in Aurich) ist ein deutscher Historiker. Er ist Privatdozent an der Helmut-Schmidt-Universität in Hamburg.

## Leben
Jonas stammt aus Ostfriesland. Nach dem Abitur studierte er Mittelalterliche, Neuere und Neueste Geschichte sowie Skandinavistik an der Humboldt-Universität zu Berlin. Ende der 1990er Jahre setzte er seine Studien am Historischen Institut der Universität Helsinki fort, an der er 2009 mit einer Dissertation über die deutsch-finnischen Beziehungen im Zweiten Weltkrieg zum Dr. phil. promoviert wurde. Seine 2011 im Verlag Ferdinand Schöningh erschienene Arbeit gilt bisweilen als Standardwerk zur Bündnispolitik beider Staaten.
Danach wurde er wissenschaftlicher Mitarbeiter an der Professur für Neuere Geschichte (Bernd Wegner) der Helmut-Schmidt-Universität. 2016 folgte die kumulative Habilitation (Habilitationsschrift: Große Politik, kleine Staaten. Studien zu den internationalen Beziehungen im Zeitalter der Weltkriege) und durch die Fakultät für Geistes- und Sozialwissenschaften die Verleihung der Lehrbefugnis für das Fachgebiet Neuere und Neueste Geschichte. Außerdem wurde er durch die Universität Helsinki zum Docent of European History ernannt. 2010 war er Visiting Research Fellow am Changing Character of War Programme des Pembroke College der University of Oxford. Überdies ist er als Visiting Lecturer in das Masterprogramm War Studies an der School of Humanities der University of Glasgow eingebunden. Von der Emeritierung Bernd Wegners bis zur Berufung von Marcus M. Payk vertrat er als Privatdozent an der Fakultät für Geistes- und Sozialwissenschaften die Professur für Neuere Geschichte unter Berücksichtigung Westeuropas.
Seine Forschungsschwerpunkte sind u. a. die Geschichte der internationalen Beziehungen und die Neue Diplomatiegeschichte.

## Schriften (Auswahl)
- NS-Diplomatie und Bündnispolitik 1935–1944. Wipert von Blücher, das Dritte Reich und Finnland (= Sammlung Schöningh zur Geschichte und Gegenwart). Schöningh, Paderborn u. a. 2011, ISBN 978-3-506-76928-2 (zugl. Dissertation, Universität Helsinki, 2009).
  - Kolmannen valtakunnan lähettiläs. Wipert von Blücher ja Suomi. Ajatus, Helsinki 2010, ISBN 978-951-20-7712-0.
- mit Ulrich Lappenküper und Oliver von Wrochem (Hrsg.): Dynamiken der Gewalt. Krieg im Spannungsfeld von Politik, Ideologie und Gesellschaft. Festschrift für Bernd Wegner. Schöningh, Paderborn 2015, ISBN 3-506-77939-7.
- mit Ulrich Lappenküper und Bernd Wegner (Hrsg.): Stabilität durch Gleichgewicht? Balance of Power im internationalen System der Neuzeit (= Wissenschaftliche Reihe der Otto-von-Bismarck-Stiftung. Band 21). Schöningh, Paderborn u. a. 2015, ISBN 3-506-78374-2.